# Mike Jackson (basket-ball)
Pour les articles homonymes, voir Mike Jackson et Jackson.
Ne doit pas être confondu avec Michael Jackson (basket-ball).
Michael « Mike » Jackson, né le 31 juillet 1949, à Washington D.C., est un ancien joueur américain de basket-ball. Il évolue durant sa carrière au poste d'ailier fort.